# Fusillade de 2024 au parlement d'Abkhazie
La fusillade de 2024 au parlement d'Abkhazie survient le matin du 19 décembre 2024, lorsqu'Adgur Kharazia (en), député et ancien maire de la capitale abkhaze de Soukhoumi, ouvre le feu sur ses rivaux politiques à l'intérieur de l'Assemblée du peuple d'Abkhazie, tuant le député Vakhtang Golandzia (en) et en blessant un autre, Kan Kvarchia (en), avant de fuir les lieux,,.

## Contexte
Kharazia est arrêté en 2020, soupçonné d'avoir blessé un fonctionnaire administratif. Les pénuries d'électricité en Abkhazie sont aggravées par l'extraction de cryptomonnaies, la réduction de l'aide financière de la Russie et les bas niveaux d'eau qui forcent un arrêt d'urgence du barrage d'Ingouri,,. En novembre, des manifestations de masse (en) provoquées après l'arrestation de cinq militants de l'opposition opposés à un accord d'investissement avec la Russie commencent et conduisent à la démission du président abkhaze Aslan Bjania.

## Fusillade
Selon le ministère de l'Intérieur, le jour de la fusillade, l'Assemblée du peuple débattait d'un projet de loi visant à interdire l'extraction de cryptomonnaies en Abkhazie, ce qui donne lieu à une dispute entre Kharazia et Kvarchia. Kharazia plaide pour une interdiction, tandis que Kvarchia s'y oppose, affirmant qu'une telle mesure équivaud à céder au populisme. Golandzia tente de servir de médiateur dans la situation, mais Kharazia tire mortellement dans la tête de Golandzia. Peu de temps après, Kharazia blesse Kvarchia au bras et s'enfuit des lieux.

## Conséquences
Le président par intérim Badra Gunba convoque une réunion du Conseil de sécurité.